# Tipula colombicola
Tipula colombicola är en tvåvingeart som beskrevs av Alexander 1929. Tipula colombicola ingår i släktet Tipula och familjen storharkrankar.
Artens utbredningsområde är Colombia. Inga underarter finns listade i Catalogue of Life.